# Frank Lomani

a Compétitions nationales et continentales officielles uniquement.

b Matchs officiels uniquement.
Dernière mise à jour le 21 juin 2024.
Frank Lomani, né le 18 avril 1996 à Savusavu (Fidji), est un joueur international fidjien de rugby à XV évoluant principalement au poste de demi de mêlée. Il évolue avec les Fijian Drua en Super Rugby depuis 2022.

## Carrière

### En club
Frank Lomani commence à jouer au rugby dans son pays natal avec l'équipe de Naitasiri, dans le championnat amateur fidjien.
En 2017, il rejoint la nouvelle équipe équipe fidjienne des Fijian Drua, qui est intégrée au championnat australien du NRC. Lors de sa première saison, il marque six essais en sept matchs, et s'impose rapidement comme un joueur important de son équipe,.
L'année suivante, il est recruté par la franchise australienne de Super Rugby des Melbourne Rebels sous la forme d'un contrat court pour compenser l'absence sur blessure de Will Genia,. Il ne dispute cependant pas le moindre match lors de cette pige.
Toujours en 2018, il effectue une nouvelle bonne saison avec les Fijian Drua, et remporte le NRC avec son équipe au terme de la saison. Ses prestations attirent alors la convoitise de nombreux clubs de premier rang, comme les Wasps ou les Melbourne Rebels (il intègre d'ailleurs même un temps cette équipe en cours de saison,), mais il décline finalement leurs offres afin de se consacrer à la préparation pour la coupe du monde 2019 au Japon,.
En 2020, il rejoint officiellement les Melbourne Rebels, cette sur la base d'un contrat de deux saisons. Il fait ses débuts en Super Rugby le 1er février 2020 contre les Sunwolves. Il joue treize rencontres lors de sa première saison. Lors de sa seconde saison, il est replacé au poste d'ailier, où il connaît six titularisations en douze rencontres,.
À la fin de son contrat avec les Rebels, il décide de rejoindre le championnat anglais et le club des Northampton Saints. Il est cependant peu utilisé avec sa nouvelle équipe (cinq matchs, aucune titularisation), et demande à être libéré de son contrat en février 2022 pour retourner aux Fidji.
En mars 2022, il fait son retour avec les Fijian Drua, qui sont entre-temps devenus une franchise de Super Rugby,.

### En équipe nationale
Frank Lomani joue avec l'équipe des Fidji des moins de 20 ans en 2016, disputant à cette occasion le trophée mondial des moins de 20 ans, où son équipe termine à la troisième place.
Il est sélectionné pour la première fois avec l'équipe des Fidji en juillet 2017 pour participer à la Pacific Nations Cup 2017. Il remplace alors Serupepeli Vularika, qui est blessé au poignet. Il obtient sa première cape internationale le 15 juillet 2017 à l’occasion d’un match contre l'équipe des Samoa à Apia.
En novembre 2017, il est sélectionné par Rassie Erasmus pour jouer avec les Barbarians lors du match contre l'Argentine à Twickenham le 1er décembre.
En 2019, il est retenu pour disputer la Coupe du monde au Japon. Il dispute trois matchs lors de la compétition, contre l'Australie, la Géorgie et le pays de Galles.
En juin 2023, il est sélectionné au sein du groupe fidjien retenu pour préparer la Coupe du monde 2023 en France. En août 2023, il est retenu dans le groupe de 33 joueurs sélectionné pour participer à la Coupe du monde en France. Il joue cinq matchs lors de la compétition, et inscrit trente-deux points. 

## Palmarès

### En club
- Vainqueur du NRC en 2018 avec les Fijian Drua.

### En équipe nationale
- Vainqueur de la Pacific Nations Cup en 2017, 2018 et 2019.

## Statistiques
- 32 sélections
- 72 points (8 essais, 6 pénalité, 7 transformations)

- Participation à la Coupe du monde en 2019 (3 matchs) et en 2023 (5 matchs).